# Gijasedin al-Kaši
Gijasedin Džamšid ben Mas'ud ben Mahmud al-Kaši Kašani (perzijsko غیاث‌الدین جمشید کاشانی), tatarski astronom in matematik, * okoli 1370, Kašan, Herat, Iran, † 22. junij 1429, Samarkand, Transoksanija, sedaj Uzbekistan.

## Življenje in delo
O njegovem življenju ne vemo veliko. Mnogo njegovih del nosi le letnico njihovega dokončanja. Veliko pa izvemo tudi iz njegovih pisem, ki jih je pisal svojemu očetu. Bil je zelo nadarjen, še posebej za matematiko. Deloval je v Samarkandu pri Ulug Begu in je kot njegov učenec iz astronomije pomagal pri računanju. Kot mnogo ljudi tistega časa, je tudi al-Kaši v mladosti živel revno. Položaj se je izboljšal, ko je Šahruh zavzel mesto sultana po očetovi smrti.
Al-Kaši je opazoval Lunin mrk v Kašanu 2. junija 1406. V Kašanu se je ukvarjal z astronomijo. 1. marca 1407 je končal delo Sulam Al-sama, ki se je ohranilo. Polni naslov tega dela je Stopnice do neba. O rešitvi problemov predhodnikov o določevanju razdalj in velikosti nebesnih teles.
V duhu tedanjega časa je od leta 1410 do 1411 napisal delo Astronomski priročnik in ga posvetil enemu od potomcev Timuridske rodbine. V Hakanskih tabelah (Hakani Zidž), ki jih je posvetil Ulug Begu, je leta 1414 zapisal sinuse in tangense kotov na 4 mesta točno v 60. sistemu za vsako stopinjo argumenta z razlikami za vsako minuto, kar je v 10. sistemu točno na 5 decimalk. Tabele so temeljile na at-Tusijevih tabelah al-Zidž al-Il-Kani. V uvodu tabel je al-Kaši zapisal, da jih ne bi mogel dokončati brez Ulugbegove pomoči. Poleg tabel sinusov so v njih še tabele transformacij med različnimi koordinatnimi sistemi na nebesni krogli, ki so omogočale pretvorbo ekliptičnih koordinat v ekvatorske. Poleg tega so podrobne tabele gibanja v dolžini Sonca, Lune in planetov, tabele paralakse v longitudi in latitudi za posamezne zemljepisne širine, tabele mrkov in tabele vidnosti Lune.
Leta 1420 je Ulug Beg poleg šestih učenjakov povabil al-Kašija in Kvadi Zado al-Rumija v Samarkand na svojo novoustanovljeno visoko šolo za teologijo in znanosti na trgu Registan. Ni popolnoma jasno ali je postal al-Kaši glavni astronom in matematik, zgodovinarji tega stoletja so ga imenovali le drugi Ptolemej. Iz Samarkanda je al-Kaši poslal veliko pisem svojemu očetu, ki so se ohranila in so jih objavili nedavno. V njih je opisal tedanje znanstveno življenje v Samarkandu.
Leta 1424 je Ulug Beg začel graditi svoj observatorij in ga končal do leta 1426. Al-Kašijeva pisma sicer nimajo datumov, vendar jih je pisal prav gotovo v tem času gradnje observatorija. V njih je hvalil Ulugbegove matematične sposobnosti in sposobnosti Kvadi Zade al-Rumija. Mnogo problemov pa naj bi rešil le al-Kaši sam. Čeprav ni imel tedaj potrebnih prirojenih dvorskih olik, ga je Ulug Beg nadvse spoštoval.
V Traktatu o krožnici je al-Kaši julija 1424 izračunal približek π-ja na 9 decimalk točno v 60. sistemu:
{\displaystyle {2\pi }=6,165928013441461450_{[60]}\!\,,}
oziroma z vsemi približki navadnih končnih verižnih ulomkov še v desetiškem sistemu:
{\displaystyle {\begin{aligned}\pi =&[3;7,15,1,292,1,1,1,2,1,3,1,14,2,1,3,2,3,2,21,10,4,3,5,6,5]\\&\left\{3,{\frac {2\cdot 11}{7}},{\frac {3^{2}\cdot 37}{2\cdot 53}},{\frac {5\cdot 71}{113}},{\frac {103993}{2\cdot 3^{3}\cdot 613}},{\frac {2^{2}\cdot 19\cdot 1373}{5\cdot 7\cdot 13\cdot 73}},{\frac {3^{2}\cdot 7\cdot 3307}{17\cdot 47\cdot 83}},{\frac {13\cdot 67\cdot 359}{2^{2}\cdot 149\cdot 167}},\right.\\&{\frac {833719}{265381}},{\frac {2^{3}\cdot 3\cdot 37\cdot 1291}{101\cdot 3613}},{\frac {4272943}{2^{3}\cdot 5\cdot 37\cdot 919}},{\frac {7^{2}\cdot 19\cdot 5821}{3\cdot 307\cdot 1873}},{\frac {3^{3}\cdot 2968291}{2\cdot 31\cdot 479\cdot 859}},\\&{\frac {5\cdot 23\cdot 239\cdot 6029}{7^{3}\cdot 103\cdot 1493}},{\frac {2\cdot 29\cdot 1009\cdot 4201}{3\cdot 53\cdot 577\cdot 853}},{\frac {903259831}{2\cdot 143758267}},{\frac {2^{3}\cdot 3^{2}\cdot 11\cdot 103\cdot 139\cdot 181}{7\cdot 93327121}},\\&{\frac {137\cdot 51535559}{5^{2}\cdot 11\cdot 31\cdot 47\cdot 71\cdot 79}},{\frac {2\cdot 5^{4}\cdot 569\cdot 22739}{13\cdot 3623\cdot 109303}},{\frac {13\cdot 47\cdot 16831\cdot 33713}{2^{2}\cdot 107\cdot 4409\cdot 58481}},\\&{\frac {2^{3}\cdot 3^{2}5\cdot 7\cdot 19\cdot 23\cdot 643\cdot 4919}{103\cdot 10764222739}},{\frac {11\cdot 31\cdot 977\cdot 42860329}{2^{5}\cdot 3^{3}\cdot 5\cdot 7^{2}\cdot 21472111}},{\frac {3\cdot 13\cdot 1187712477001}{73\cdot 22907\cdot 8817287}},\\&\left.{\frac {2^{3}\cdot 29611\cdot 1037972171}{5\cdot 2473\cdot 6329724061}},{\frac {3^{3}\cdot 31\cdot 63841\cdot 28476131}{1307\cdot 370578877121}}\right\}\\=&{\frac {7^{2}\cdot 2381\cdot 57493\cdot 1170899}{2^{14}\cdot 5^{16}}}={\frac {7853981633974483}{2500000000000000}}\\=&3,1415926535897932_{[10]}\!\,,\end{aligned}}}
kar na 16 decimalk, pri čemer je uporabil pravilni mnogokotnik s številom stranic {\displaystyle n=800355168=2^{5}\cdot 3^{4}\cdot 71.4349}. Njegov račun v čisti računski matematiki lahko danes primerjamo na primer z določitvijo Mersennovega praštevila {\displaystyle M_{216091}} leta 1985 na superračunalniku CRAY-XMP ali pa z razcepitvijo devetega Fermatovega števila {\displaystyle F_{9}}. Za takšno presenetljivo zgodnjo točnost, ki je v zgodovini zelo redka, se lahko Evropa zahvali van Ceulenu, ko je 176 let kasneje leta 1596 izračunal π na 20 z mnogokotnikom s številom stranic {\displaystyle n=2061584302080=2^{37}\cdot 3\cdot 5}, pozneje pa na 25 decimalk, nadalje van Roomenu, ki je leta 1593 ponovno izračunal π na 17 decimalk točno in imel že pravilni mnogokotnik s številom stranic {\displaystyle n=10737411824=2^{30}}, potem spet van Ceu'lenu, ki je z mnogokotnikom s številom stranic {\displaystyle n=4611686018427387904=2^{62}} določil π na 32 decimalk in nazadnje leta 1600 izračunal π še na 35 decimalk s pravilnim mnogokotnikom z enakim številom stranic {\displaystyle n=2^{62}}, ter Snellu van Royenu, ki je leta 1621 izračunal π na 35 decimalk in pri tem uporabil enak mnogokotnik kot Roomen leta 1593.
2. marca 1427 je al-Kaši napisal svoje najvplivnejše delo Ključ aritmetike (Miftahul hisabi). Namenjeno je bilo študentom v Samarkandu. To je eno najpomembnejših del srednjeveške matematike. Stiki med Evropo in Srednjim vzhodom pa so bili že tako razrahljani, da njegovo delo ni vplivalo na razvoj matematike v Evropi.
Rešil in podal je približke na primer za gradnjo mukarn, posebnih okraskov, ki so zahtevali trirazsežne mnogokotnike z ravnimi in ukrivljenimi površinami. Pri tem je uporabil desetiške ulomke za izračun celotne površine nekaterih tipov mukarn. Našel je tudi postopke za približke površin in prostornin lupine v obliki posebne kupole, kube, ki jo uporabljajo kot nagrobni spomenik znane osebe. Mnoga spoznanja, ki jih hrani njegovo delo, je morala Evropa, včasih z večstoletno zamudo, sama ponovno odkriti. 175 let pred evropskimi matematiki je prvi ponovno uporabljal desetiške ulomke, ki jih zasledimo v Evropi šele v Stevinovem delu Aritmetika (Arithmetique) iz leta 1585. S tem Stevinovim delom je indijski način računanja končno dosegel svoj višek še v Evropi. Dolgo časa so mislili, da je bil Stevin sploh prvi, ki je uvedel desetiške ulomke, dokler leta 1948 P. Luckey ni pokazal, da je dal al-Kaši v delu Ključ aritmetike, že prav zadovoljivo razlago. Vendar al-Kaši ni odkril desetiških ulomkov, kot bi mislili na prvi pogled. Kot je pokazal Luckey, zasledimo dobre zamisli že pri al-Karajijevi šoli in še posebej pri ibn al-Samavalu, vendar pa je al-Kaši s svojim delom na tem področju prispeval veliko, če že ne ogromno. Veliko pomenijo njegove primerjave sistemov ulomkov, 60. in desetiškega, ter uporaba desetiških ulomkov za realna števila kot je na primer π in ne samo za približke algebrskih realnih števil.
Al-Kaši je napisal tudi delo Traktat o tetivi in sinusu (Risala al-vatar va’l-džaib). Verjetno je ob njegovi smrti ostalo nedokončano in ga je dokončal Kvadi Zada al-Rumi. V njem je al-Kaši našel pot do tako dobrih približkov sinusa ene stopinje, kolikor hočemo. Le s tem njegovim postopkom so lahko okoli leta 1440 pripravili tudi tako dobre trigonometrične tabele v Ulugbegovem Gurganskem zidžu, v katerih so vrednosti kotnih funkcij točne na 8 mest v 60. sistemu. Tabele so bile izboljšava Ptolemejevih tabel in so v zgodovini razvoja računske matematike nedvomno pomemben dogodek, čeprav dolgo niso bile široko znane. Šele leta 1665 so jih prevedli v latinščino, vendar so bile de Braheove meritve že točnejše in tako niso vplivale na razvoj astronomije. Sinus ene stopinje je al-Kaši izračunal podobno kot π na 18 decimalk točno 0,017452406437283571 z napako {\displaystyle +8\cdot 10^{-18}}. Celo danes je izračunavanje sinusa peš s tolikšno točnostjo težavno in počasno delo. Latinski sinus je prav tako pravilni prevod arabske besede žep (jajb) ali tudi zaliv. Arabci jo niso prevedli ampak so jo predelali iz sanskrtske džive, džje, džjae. V sanskrtu se imenuje tetiva dživa. Arabci so jo izgovarjali kot džiba. Ker niso pisali samoglasnikov, se je to dalo prebrati kot džaib, kar pa seveda pomeni zaliv. To že latinizirano besedo je prvi okoli leta 1145 uporabil angleški učenjak Robert de Retina. V Evropi pa je prvi uporabil funkcijo sinus in prvi sestavil trigonometrične tabele za vrednosti sinusov von Peurbach. Njegove trigonometrične tabele je pozneje leta 1464 v prvem delu v zgodovini, ki je posvečeno izključno trigonometriji, O poljubnem trikotniku (De triangulis omnimodis) razširil njegov pisar in učenec, Johannes Müller Regiomontan, verjetno najpomembnejši evropski matematik 15. stoletja.
S svojimi iterativnimi postopki se je al-Kaši izkazal tudi pri približnem računanju kubičnih enačb, kjer je nadaljeval Abul Vefino, al-Birunijevo in Hajamovo delo. Luckey je odkril tudi al-Kašijev postopek za računanje n-tega korena algebrske enačbe kot poseben primer postopkov, ki sta jih mnogo kasneje iznašla Ruffini in Horner.
Iz Ulugbegove matematične in astronomske šole je izšlo mnogo nadarjenih računarjev. Tamkaj se je prvič v zgodovini z matematiko začela ukvarjati skupina učenjakov. V manjši meri so se tudi že prej skupinsko ukvarjali z matematiko in astronomijo v drugih središčih po svetu, na primer v Udžainu, Bagdadu, Misoreju, Haranu, Gasni, Raiju, Gurganu in Maragi. Observatorij v Samarkandu je postal eno od prvih računskih središč na svetu.
Al-Kaši je poznal tudi aritmetični trikotnik binomskih koeficientov, v Evropi pa se je trikotnik prvič pojavil v delu Apiana leta 1527 in Stifla leta 1544, ki je podal tabelo binomskih koeficientov v razvoju {\displaystyle (a+b)^{n}} vse do n = 17. Srečamo ga tudi pri Tartaglii leta 1556, ki je bil celo prepričan, da je takšen trikotnik prav njegov izum. Danes se imenuje po Pascalu, ki ga je sestavil leta 1653 v delu Razprava o aritmetičnem trikotniku (Traité du triangle arithmétique).
Naslednja dva problema pripisujejo al-Kašiju.
»Na bregu velikega okroglega jezera začneta prijatelja hkrati hoditi naokoli.
Odpravita se vsak v svojo smer. Prvi naredi vsak dan 10 milj, drugi pa prehodi
prvi dan le 1 miljo, zatem pa vsak naslednji dan po eno miljo več. Ko se znova
srečata, ugotovita, da je prvi prehodil 5/6 krožne poti okoli jezera, drugi pa
le 1/6. Koliko dni sta hodila in koliko milj meri celotna krožna pot ob jezeru?
Rešitev: Če sta hodila n dni in če je krožna pot okoli jezera x milj, je:
{\displaystyle 10n={5x \over 6}\!\,}
{\displaystyle 1+2+3+\cdots +n={n(n+1) \over 2}={x \over 6}\!\,.}
Od tod n = 3 in x = 36.«
»Ko so šli mimo vrta, je prvi v njem ukradel 1 jabolko, drugi si je vzel 2,
tretji 3 in tako naprej - vsak naslednji je ukradel eno jabolko več. Kasneje so
stresli vsa nabrana jabolka na kup in si jih razdelili na enake deleže. Tako je
dobil vsak po 6 jabolk. Koliko je bilo 'rabutarjev'?
Rešitev:
{\displaystyle 1+2+3+\cdots +n={n(n+1) \over 2}=6n\!\,,}
sledi n = 11.«
Nekateri raziskovalci verjamejo, da je dal al-Kašija ubiti Ulug Beg. Podrobnosti o tem niso znane.